# Liste öffentlicher Bücherschränke in Mecklenburg-Vorpommern
Dieser Artikel enthält öffentliche Bücherschränke in Mecklenburg-Vorpommern und erhebt keinen Anspruch auf Vollständigkeit. Ein öffentlicher Bücherschrank ist ein Schrank oder schrankähnlicher Aufbewahrungsort mit Büchern, der dazu dient, Bücher kostenlos, anonym und ohne jegliche Formalitäten zum Tausch oder zur Mitnahme anzubieten. In der Regel sind die öffentlichen Bücherschränke an allen Tagen im Jahr frei zugänglich. Ist dies nicht der Fall, ist dies in den Listen in der Spalte Anmerkungen vermerkt.

## Liste
Derzeit sind in Mecklenburg-Vorpommern 71 öffentliche Bücherschränke erfasst (Stand: 30. Juli 2025):

| Bild               | Ausführung                                   | Ort                                                 | Seit             | Anmerkung | Lage                                                                                                 |
| ------------------ | -------------------------------------------- | --------------------------------------------------- | ---------------- | --- | --- |
|                    | Telefonzelle                                 | Insel Rūgen - Altefähr                              |                  | | ⊙ an der Strandpromenade                                                                             |
|                    | Bücherschrank                                | Insel Rūgen - Bergen                                | 15. Mai 2022     | nur während der Öffnungszeiten des Museums betretbar | ⊙ Billrothstraße 20a, im Stadtmuseum Bergen auf Rügen                                                |
|                    | Telefonzelle „Bücherkiste“                   | Insel Rūgen - Bergen (Rotensee)                     |                  | initiiert von der BEWO besser wohnen in Zusammenarbeit mit dem MIZ Medien- und Informationszentrum                                                                                             | ⊙ Störtebekerstr. 34, vor dem Stadtteil- und Begegnungszentrum Bergen Rotensee                       |
|                    | Bücherschrank                                | Insel Rūgen - Ostseebad Binz                        | vor 2018         | | ⊙ Proraer Chaussee Kreisverkehr                                                                      |
|                    | Bücherbutze                                  | Insel Rūgen - Glowe                                 | 2023             | begehbarer Wohnwagen mit Bücherregalen, Tisch und Stühlen | ⊙ gegenüber vom Yachthafen unweit der Strandpromenade                                                |
|                    | Wagen                                        | Insel Rūgen - Lohme                                 |                  | mobil in den Ortsteilen unterwegs | ⊙ |
|                    | Bücherzelle                                  | Insel Rūgen - Ostseebad Mönchgut, Ortsteil Thiessow |                  | | ⊙ Hauptstraße 4, 18586 Mönchgut                                                                      |
|                    | Telefonzelle „Rambiner Schmökerstuv“         | Insel Rūgen - Rambin                                | Jan. 2021        | Am Ostseeküstenradfernweg, beleuchtet, ausgestattet mit zwei USB-Anschlüssen, WLAN in Planung                                                                                                  | ⊙ Dorfstraße, nahe St. Johannes                                                                      |
|                    | Grüne Blechkiste                             | Albertsdorf (Bentwisch)                             |                  | Am Dorfanger | ⊙ Albertsdorf 3                                                                                      |
|                    | Telefonzelle                                 | Bad Doberan                                         |                  | | ⊙ Alexandrinenplatz                                                                                  |
|                    | Telefonzelle                                 | Barth                                               |                  | | ⊙ Louis-Fürnberg-Straße                                                                              |
|                    | Telefonzelle                                 | Blankenhagen                                        | 22. Apr. 2020    | vor dem Gemeindehaus | ⊙ Schulweg                                                                                           |
|                    | Telefonzelle                                 | Boltenhagen                                         |                  | vor der ev. Kirche zur Paulshöhe | ⊙ Klützer Str. 5b                                                                                    |
|                    | Verteilerkasten                              | Boizenburg/Elbe                                     |                  | | ⊙ Markt 6, neben dem Rathaus                                                                         |
|                    | Baumstamm                                    | Born auf dem Darß                                   |                  | betrieben von Bibliothek und Kurverwaltung | ⊙ Schulstraße 9                                                                                      |
|                    | Bücherschrank                                | Burg Stargard, Ortsteil Godenswege                  |                  | private Initiative | ⊙ Godensweger Straße 2c                                                                              |
|                    | Telefonzelle                                 | Dassow                                              |                  | | ⊙ Lübecker Str. 74a                                                                                  |
|                    | Bücherschrank                                | Dierhagen-Strand                                    |                  | | ⊙ am Strandzugang                                                                                    |
|                    | Telefonzelle                                 | Gägelow                                             |                  | bei den Bänken | ⊙ Marktplatz                                                                                         |
|                    | Wohnzimmerschrank                            | Grevesmühlen                                        | 2013             | „Charlies Bücherschrank“ des ehemaligen Bauhofleiters, auf Vorschlag einer Bauamtsmitarbeiterin im Foyer des Rathauses aufgestellt                                                             | ⊙ Rathausplatz 1, in der Stadtverwaltung                                                             |
|                    | Bücherschrank                                | Hermannshof                                         | 2025             | Bücherschrank mit Bücherregalen | ⊙ gegenüber vom Storchennest                                                                         |
|                    | Bücherregal im Wartehäuschen                 | Jördenstorf OT Klein Markow                         |                  | | ⊙ Bushaltestelle Klein Markow                                                                        |
|                    | Telefonzelle                                 | Karlshagen                                          |                  | aufgestellt von Familie Vratny | ⊙ Strandstraße 24                                                                                    |
|                    | Installation in Form eines Segels            | Karlshagen                                          | 2014             | Eigenbetrieb „Tourismus und Wirtschaft“ | ⊙ bei der Konzertmuschel am Strandvorplatz                                                           |
|                    | Telefonzelle (grün)                          | Klütz                                               |                  | bei den Parkflächen des Marktplatzes | ⊙ Am Markt                                                                                           |
|                    | Bücherschrank am Schloßplatz (Holz)          | Kramershof OT Gross Kedingshagen                    |                  | ein privat im Vorgarten aufgestellter Buecherschrank - direkter Zugang von der Straße aus | ⊙ Schlossplatz 5                                                                                     |
|                    | Telefonzelle                                 | Lambrechtshagen                                     |                  | Allershäger Straße, vor dem Gemeindezentrum | ⊙ Allershäger Straße                                                                                 |
|                    | Pavillon am See                              | Loddin / Kölpinsee                                  |                  | am Kölpinsee | |
|                    | Telefonzelle                                 | Ludwigslust                                         |                  | | ⊙an der Bushaltestelle Alexandrinenplatz                                                             |
|                    | Telefonzelle                                 | Ludwigslust                                         |                  | | ⊙ an der Klenower Straße, gegenüber der Peter-Joseph-Lenne-Schule                                    |
|                    | Bücherregal                                  | Malliß, Ortsteil Bockup                             |                  | Holzregal im Buswartehaus | ⊙ Hauptstraße 5                                                                                      |
|                    | Telefonzelle                                 | Marlow                                              | vor Nov. 2019    | | ⊙ Marktplatz, neben Rathaus und Brunnen                                                              |
|                    | Telefonzelle „Piratenbūchertauschbõrse“      | Marlow OT Völkshagen                                | Nov. 2019        | | ⊙ gegenueber Babendörp 15, am Wiesenrand.                                                            |
|                    | Baumstamm                                    | Neubrandenburg                                      | Aug. 2017        | [ 8 ] | ⊙ Am Reitbahnsee                                                                                     |
|                    | Telefonzelle                                 | Neubrandenburg                                      | 10. Okt. 2019    | initiiert von der Bürgerstiftung Neubrandenburg | ⊙ vor dem „Ärztehaus an der Marienkirche“, An der Marienkirche 2                                     |
|                    | Telefonzelle                                 | Neubrandenburg-Oststadt                             | 9. Sep. 2020     | initiiert von der Bürgerstiftung Neubrandenburg | ⊙ Kreisverkehr Juri-Gagarin-Ring/Einsteinstraße, vor der Lebenshilfe-Einrichtung                     |
|                    | Telefonzelle                                 | Neubrandenburg, Vogelviertel                        | 12. Sep. 2020    | initiiert von der Bürgerstiftung Neubrandenburg | ⊙ Am Albert-Einstein-Gymnasium, Demminer Straße 42                                                   |
|                    | Bücherzelle „Wampener Straße“                | Neuenkirchen (bei Greifswald)                       |                  | seit August 2018. gepflegt durch 10 Frauen und Männern aus der Gemeinde. Eine vom Jugendclub gefertigte Bank lädt zum Verweilen ein. Die Beleuchtung ist mit der Straßenbeleuchtung gekoppelt. | ⊙ Wampener Straße 5, 17498 Neuenkirchen                                                              |
|                    | Öffentlicher Bücherschrank                   | Neukloster                                          | 15. Sept. 2023   | privat im Vorgarten aufgestellter Bücherschrank; witterungsbedingt März bis November nutzbar                                                                                                   | Bützower Straße 11 23992 Neukloster                                                                  |
|                    | Büchercampingwagen „Teerofen – Bücherkiste“  | Neu Poserin OT Wooster Teerofen                     |                  | gepflegt durch das Team der Camping Oase Waldsee | ⊙ Am Eingang zur Camping Oase Waldsee, Koehlerweg 9                                                  |
|                    | Bücherschrank                                | Prerow                                              |                  | Im öffentlichen Bereich, auch außerhalb der Öffnungszeiten der Surfschule zugänglich | ⊙ Am Strand bei der Surfschule                                                                       |
|                    | Bücherregal                                  | Ribnitz-Damgarten                                   |                  | Eingangsbereich Edeka Öffnungszeiten: Mo–Sa: 07:00–21:00 Uhr So: geschlossen | ⊙ Boddenstraße 2, 18311 Ribnitz-Damgarten                                                            |
|                    | Bücherregal                                  | Ribnitz-Damgarten                                   | 18. Apr. 2017    | Begegnungszentrum, Öffnungszeiten: Montag–Freitag 13:00–18:00 Uhr | ⊙ Georg-Adolf-Demmler-Straße 6                                                                       |
|                    | Vitrine/Schrank                              | Ritzerow-Wackerow                                   |                  | oft auch Tauschecke, Obst zum Mitnehmen | ⊙ Dorfstraße 3                                                                                       |
|                    | Telefonzelle                                 | Rostock-Stadtmitte                                  | Aug. 2020        | initiiert und aufgestellt vom Verein zur Förderung der Östlichen Altstadt | ⊙ Am Wendländer Schilde, vor der Nikolaikirche                                                       |
|                    | Säule                                        | Rostock-Warnemünde                                  | 5. Apr. 2014     | initiiert und umgesetzt von einer Reihe Privatpersonen | ⊙ im Kurpark (zentrale Weggabelung), Kurhausstraße                                                   |
|                    | Vitrine                                      | Rostock-Lütten Klein                                | vor 6. Jan. 2020 | | ⊙ im Warnow-Park, neben DM im Erdgeschoss                                                            |
|                    | Bücherschrank                                | Rövershagen OT Behnkenhagen                         |                  | | ⊙ 18182 Rövershagen-Behnkenhagen, Dorfstrasse 33                                                     |
|                    | Bücherschrank                                | Schlemmin (Vorpommern)                              | 2019             | private Initiative, Senfmühle Schlemmin | ⊙ Hauptstraße 12                                                                                     |
| Büchertelefonzelle | Gelbe Telefonzelle                           | Schwerin-Krösnitz                                   | 2018             | betrieben vom Schweriner Kundenmagazin hauspost (maxpress) | ⊙ Stadionstraße 1                                                                                    |
|                    | Bücherzelle                                  | Schwerin-Paulsstadt                                 |                  | organisiert vom Ortsbeirat | ⊙ Platz der Freiheit                                                                                 |
|                    | Rote Telefonzelle „lebendiger Bücherschrank“ | Selmsdorf                                           |                  | Aufgestellt von der Gemeinde Selmsdorf als Kinder- und Jugendprojekt | ⊙ Lübecker Str. 35, 23923 Selmsdorf vor dem Jugendclub/Gemeindehaus                                  |
|                    | Gelbe Telefonzelle                           | Silz                                                |                  | | ⊙ |
|                    | Telefonzelle „De lütt Bökerstuuv“            | Stralsund (Andershof)                               |                  | gepflegt vom Nachbarschaftsring | ⊙ Am Wasserwerk, Verlängerung Fußgängerweg / am Ostseeküstenradweg                                   |
|                    | Telefonzelle „Spielplatz am Sund“            | Stralsund (Andershof)                               |                  | | ⊙ Selliner Weg 20 / am Ostseeküstenradweg                                                            |
|                    | Bücherschrank (aus Eichenholz)               | Stralsund (Daenholm)                                |                  | | ⊙ Ecke Zur Sternschanze und Am Alten Marinehafen                                                     |
|                    | Bücherschrank (aus Eichenholz)               | Stralsund (Frankenvorstadt)                         |                  | gepflegt vom Maritimen Zentrum | ⊙ Großer Diebsteig 3                                                                                 |
|                    | Telefonzelle                                 | Stralsund (Knieper Nord)                            |                  | | ⊙ Eingangsbereich „öffentlicher Sandstrand“ / am Ostseeküstenradweg                                  |
|                    | Bücherschrank (aus Eichenholz)               | Stralsund (Knieper West)                            |                  | | ⊙ Ecke Hellmuth-Heyden-Weg und Lion-Feuchtwanger-Straße                                              |
|                    | Telefonzelle Pension                         | Stralsund (Tribseer Siedlung)                       |                  | gut sichtbar, direkt am Gehweg | ⊙ Pension Regenbogen, Richtenberger Chaussee 2                                                       |
|                    | Telefonzelle „Stahlbroder Bücherzelle“       | Sundhagen, Ortsteil Stahlbrode                      | Apr. 2019        | Idee des Gemeindewehrführers, Telefonzelle von Einwohnern zur Verfügung gestellt | ⊙ Strelasund, am Hafen                                                                               |
|                    | Telefonzelle                                 | Thandorf                                            | 23. Juni 2015    | betrieben vom Dorfverein Thandorf e. V. | ⊙ Dorfstraße 5, hinter dem Dorfgemeinschaftshaus                                                     |
|                    | Telefonzelle                                 | Teterow                                             | Dez. 2020        | aufgestellt von der Evangelisch-Freikirchlichen Gemeinde | ⊙ Niels-Stensen-Straße 2                                                                             |
|                    | Baumstamm mit Bank                           | Usedom                                              |                  | | ⊙ Am Marktplatz                                                                                      |
|                    | Bücherschrank                                | Velgast                                             |                  | Bahnhofsgebäude am Gleis 1 | ⊙ Bahnhof Velgast                                                                                    |
|                    | Regal                                        | Wieck a. Darß                                       |                  | | ⊙ Bliesenrader Weg 2, nur über das (eintrittspflichtige) Nationalparkzentrum Darßer Arche zugänglich |
|                    | Bücherschrank                                | Wismar                                              |                  | Campus der Hochschule Wismar | ⊙ zwischen Mensa und Haus 6, Philipp-Müller-Straße 14                                                |
|                    | Telefonzelle „Bücherhafen“                   | Wolgast                                             | Sep. 2024        | Finanziert aus dem City-Management-Projekt des Landes MV | ⊙ Hafenstraße 22, vor dem Hafenspeicher                                                              |
|                    | Telefonzelle                                 | Wustrow (Fischland)                                 |                  | | ⊙ Parkstraße 23                                                                                      |
|                    | Telefonzelle                                 | Zarrentin am Schaalsee                              |                  | | ⊙ Markt                                                                                              |
|                    | Bücherkiste                                  | Dobin am See OT Retgendorf                          | seit 2023        | Eigenbau durch Seniorenkreis Dobin am See | 19067 Dobin am See OT Retgendorf Seestraße 24                                                        |

## Ehemalige Bücherschränke
| Bild | Ausführung   | Ort                   | Seit      | abgebaut (festgestellt) | Anmerkung                                        | Lage                                |
| ---- | ------------ | --------------------- | --------- | ----------------------- | ------------------------------------------------ | ----------------------------------- |
|      | Telefonzelle | Pasewalk              | Mai 2016  | Dez. 2020               | Im Dezember 2020 gesprengt                       | ⊙ Am Markt                          |
|      | Telefonzelle | Stralsund (Gruenhufe) |           | Aug. 2024               | Telefonzelle wurde abgebaut, da stark beschädigt | ⊙ Ecke Kirchstrasse und Lindenallee |
|      | Telefonzelle | Völkshagen            | Nov. 2019 | Sep. 2024               |                                                  | Babendörp ⊙ Marlow OT Völkshagen    |